# Pourquoi pas ? (magazine)
Pour les articles homonymes, voir Pourquoi pas.
Pourquoi pas ? est un hebdomadaire francophone belge fondé en 1910 par George Garnir, Léon Souguenet et Louis Dumont-Wilden (les « trois moustiquaires »). L'éditorial du 23 avril 1910 pouvait se résumer par ces quelques lignes : « Le chapeau haut de forme de M. le duc de Morny avait de la gravité dans le fond et de la légèreté dans les bords : ce chapeau pourra symboliser notre journal ».
« Il fut à l'origine le journal de l'Exposition de Bruxelles en 1910, vécut ensuite d’un public et d’une publicité (souvent sous forme de “troc”) à Bruxelles puis à Mons, avant de devenir un hebdomadaire national à fort tirage. »
Officiellement neutre, c'était un magazine politique plutôt satirique, ce qui n'excluait pas de publier en même temps des articles politiques sérieux et documentés, voire des rubriques de vulgarisation scientifique comme celles d'un spécialiste belge des fusées Wim Dannau, dans les années soixante.
Le bâtiment abritant Pourquoi Pas était situé au 95, boulevard Émile Jacqmain, à Bruxelles.
Acquis par Jean-Marie Josi en 1973, Pourquoi pas survécut jusqu'en 1989, absorbé soudain par Le Vif/L'Express qui le saborda en huit jours.
En mars 2016, Mischaël Modrikamen, président du Parti populaire, annonce qu'il reprend le titre de presse Pourquoi pas ?, tombé en désuétude, pour en faire un hebdomadaire internet « avec des articles plus “magazine” et plus socio-économiques » que son quotidien internet Le Peuple.

## Couverture et Illustrations
La première page présentait le portrait quelque peu caricatural d'une célébrité politique ou artistique dû, pendant longtemps, au crayon virtuose de Jacques Ochs (à qui on doit un recueil de dessins exécutés clandestinement lorsqu'il était prisonnier au camp de concentration de Breendonck). Après la guerre, le peintre et dessinateur Serge Creuz, le dessinateur et caricaturiste Jamic, le dessinateur et réalisateur Pino Zac et quelques autres y montrèrent aussi leur talent. Le tirage du journal dépendait en partie du thème présenté par la couverture.

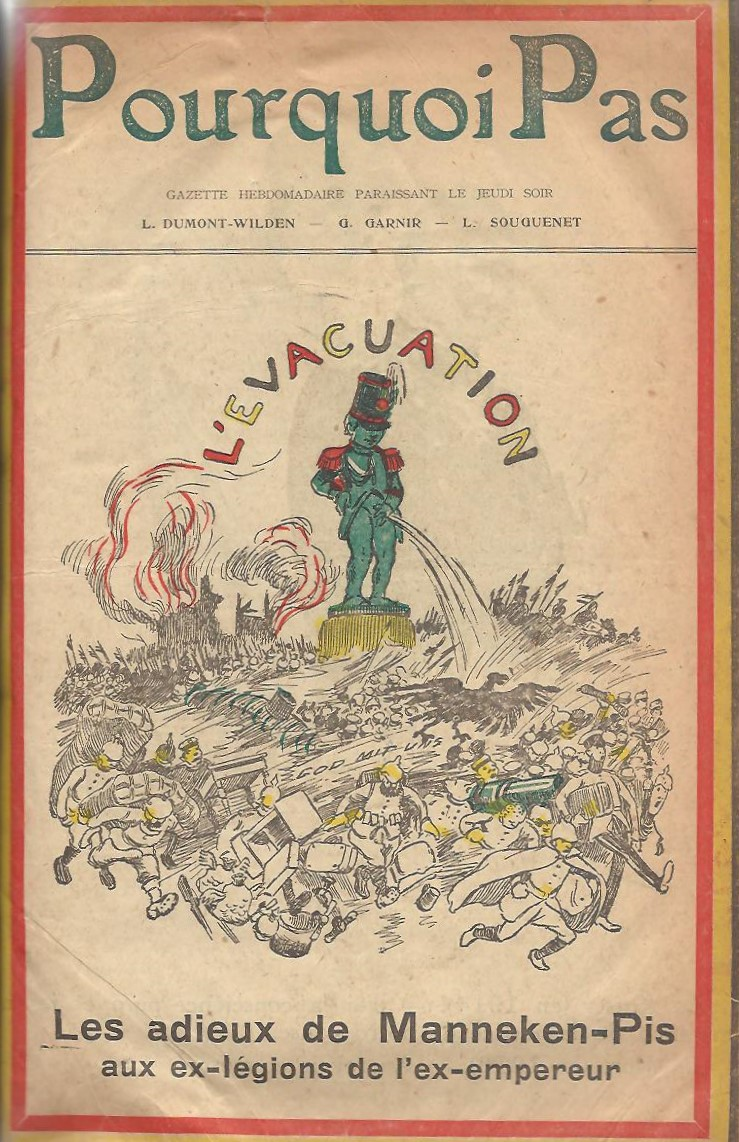
L'une des couvertures historiques du Pourquoi Pas ?

## Contenu et évènements
Cette couverture était suivie d'un article au picrate, parfois d'une interview, car les personnalités publiques, hommes politiques compris, ne refusaient pas de paraître dans l'hebdomadaire. Pour eux, c'était même considéré comme la preuve de leur réussite.
Pendant la Seconde Guerre mondiale, l'hebdomadaire cessa de paraître. Son opposition d'avant-guerre au nazisme lui valut d'être saisi et éphémèrement confié par les Allemands à un aventurier. Mais la médiocrité de celui-ci entraîna la disparition de son faux Pourquoi pas ? après quatre numéros. À sa place parut une réplique de Pourquoi pas ? sous le titre de Voilà, hebdomadaire pro-allemand, véritable plagiat par sa présentation et l'imitation des rubriques de Pourquoi pas ?. Dès la libération de Bruxelles, en septembre 1944, le vrai Pourquoi pas reparut, résurrection qui rééditait celle de novembre 1918, après les quatre ans de la Première Guerre mondiale.
Mais ce sont les informations de politique nationale très bien documentées qui faisaient, avant tout, le succès de Pourquoi pas ? qui se posait en rival de l'hebdomadaire satirique Pan, fondé en 1945 par l'ex-objecteur de conscience et chansonnier Léo Campion. Mais Pan était édité sur quatre pages, tandis que Pourquoi pas sortait chaque semaine sur environ soixante pages.
Bien que généralement « neutre », le journal prit parfois position, par exemple contre le retour de Léopold III après la guerre.
Le journal célébra ses cinquante ans, le 18 mai 1960, par un banquet aux chandelles dans la salle des pas perdus du Palais de justice de Bruxelles pour 737 invités. Menu : « Consommé double au sherry, saumon d'Écosse froid, poularde de Bruxelles au champagne, suprême de foie gras truffé à la gelée de Porto, parfait Fraisia et, pour arroser, rien que du champagne ! Café et liqueurs furent servis dans la galerie du premier étage d'où l'on put assister au spectacle présenté par le ballet de Bombay ... »
Plus tard, ayant publié un éditorial résolument insultant pour Mobutu Sese Seko, le journal fut saisi pour « injure à chef d'État ». Aussitôt, une nouvelle édition fut publiée, toutes les pages litigieuses (incluant la couverture) étant blanches et barrées de la mention « Censuré ! ». Le public se rua pour acheter ce tirage.

## Journalistes et Contributeurs
Trois éditeurs en chef se succédèrent au cours de son histoire : Désiré Leclerck, Marcel Lejeune et Jean Welle.
Parmi les nombreux journalistes qui s'illustrèrent dans Pourquoi pas ? entre 1910 et 1989 (moins deux fois quatre ans pour cause de guerres mondiales), on peut épingler Pierre Davister, grand reporter et spécialiste de l'Afrique, particulièrement du Congo belge et du Ruanda-Urundi. Ami de quelques leaders noirs, Davister put utiliser cette relation pour obtenir, après avoir mené personnellement une négociation non dépourvue de risques, la libération par des militaires rwandais de jeunes soldats belges prisonniers, alors que ni l'armée ni la diplomatie n'avaient pu y parvenir. Pourquoi pas ? en tira une grande fierté et vit augmenter son tirage.
Un autre journaliste qui marqua cet hebdomadaire est Jean Falize qui, dans l'après-guerre, s'illustra dans un genre plus difficile qu'il n'y paraît, celui d'échotier, à travers de courtes informations parsemées de mots d'esprit et d'indiscrétions parfois un peu « osées », comme on disait autrefois, qui alimentaient les potins du tout-Bruxelles mondain, surtout dans le milieu du spectacle. Certaines rubriques portaient le même titre depuis la fondation, telle « le Bois sacré », rubrique de critique théâtrale. De nombreuses autres rubriques, mode, vie pratique étaient complétées par quelques pages rituelles de blagues qui se répétaient inévitablement sans que cela se remarque trop, vu l'importance du stock disponible depuis la fondation de l'hebdomadaire.
Par la suite, une liste de talents s'ajouta, sous la supervision de Raymond Naegels, tels que : Noël Barcy, Ghislain Cotton, Sébastien De Raet, Jean Francis, René Henoumont, Maurice Lambilliotte, Raoul Luciano, Guy Mertens, Jacques Schepmans, J.L. Schmidt, You Thiry, Pierre Thonon, Philippe Toussaint, Yvon Toussaint et Charles Turquin,.

## Forme
La formule éditoriale de Pourquoi pas ? édité, dès sa fondation en 1910, en format A4 et repris des tout premiers « news magazines » américains, était une curiosité en Belgique, à l'époque.
Dans les premières années, le support était un papier journal légèrement glacé au format A4 (20,5 x 29,5 cm), et l'impression en noir et blanc couvrait seize pages, sans autre luxe qu'une seule couleur pour rehausser chaque numéro. La photographie monochrome y fait son apparition publicitaire en juillet 1914. De manière remarquable, le premier numéro après l'invasion allemande - le n° 225 du 6 août 1914 - reprend en couverture les trois couleurs nécessaires à la reproduction des drapeaux français et belge. Après la suspension de publication due à la Première guerre mondiale - un dernier numéro est distribué le 13 août 1914 - , Pourquoi Pas ? revient en kiosque le 5 décembre 1918 avec un numéro de douze pages et une polychromie artisanale en couverture. Cette polychromie de couverture va se prolonger, mais l'hebdomadaire emprunte temporairement un format plus petit (20 x 27 cm). Le Pourquoi Pas ? ne retrouve son plein format qu'avec le no  231 du 2 janvier 1919.
« N’ayant guère intégré les techniques de la photo et de la couleur, le Pourquoi Pas ? est donc un journal qui tend à être LU et développe ses chroniques spécialisées. »

## Déclin
Dans les années soixante, cet aspect allait changer pour résister à la concurrence, comme celle de l'Express de Paris qui abandonnait son format de type « berlinois » pour devenir un « news magazine », comme celle aussi de Spécial fondé à Bruxelles par Pierre Davister, le grand reporter  qui avait triomphé en intervenant dans la libération de soldats belges prisonniers en Afrique avant de se brouiller avec le patron de l'hebdomadaire. Un papier plus luxueux avec photos et apparition de la couleur ne suffirent pas à enrayer la montée du péril représenté par « l'européanisation » de l'opinion publique. Tout en conservant un noyau de lecteurs fidèles, depuis des générations pour certains, Pourquoi pas ? peinait à se maintenir. En 1988, l'hebdomadaire offre à ses lecteurs pas moins de 180 pages. Sa reprise, en 1989, par un groupe français et la surprise de sa disparition instantanée d'une semaine à l'autre furent mal ressentis par l'opinion publique belge (et par les journalistes dont les signatures disparurent ipso facto). C'est la brutalité du procédé qui choqua, même ceux qui n'étaient pas des lecteurs de Pourquoi pas ?. Et même l'ensemble de la presse belge s'émut, car Pourquoi pas ? était devenu une institution. Très représentatif d'une presse belge particulariste qui avait su résister pendant longtemps à la presse internationale, Pourquoi pas ? avait sa « marque de fabrique » que l'on n'a plus retrouvée.
Une caractéristique de cette marque de fabrique était la répétitivité de certains procédés journalistiques, non seulement par la réédition des pages de blagues (à la façon de celles des Carambar), mais aussi par la réédition jusqu'à la fin d'une rubrique légendaire, le Dialogue de la semaine signé d'un pseudonyme, Virgile. Ces sketches écrits en bruxellois populaire se déroulaient souvent dans un tram à l'heure de pointe, dans l'administration, dans un tribunal, etc. mettant en vedette une population zwanzeuse (la « zwanze », équivalent bruxellois de la galéjade) aux prises avec des fonctionnaires bornés et tatillons. Virgile, également chansonnier avant que cette espèce ne disparaisse de Bruxelles dans les années cinquante, fut l'auteur des textes de 700 chansons en plus de près de 500 sketches, que Pourquoi pas ? continua à publier jusqu'en 1988, dix-huit ans après la mort de leur auteur, Léon Crabbé, 1891-1970. L'humour de Crabbé n'avait pas varié au long de plusieurs dizaines d'années, ce qui a offert à des générations -surtout les jeunes de la dernière génération de lecteurs- une idée de ce qu'était l'humour du « bon vieux temps ». Loin du cynisme, parfois insultant, de l'humour moderne d'une presse dite « de caniveau », l'humour à la Courteline de Léon Crabbé avait acquis un statut de fossile vivant, ce qui l'a rendu sympathique jusqu'au bout.

## Productions dérivées
- Le long métrage La Belote de Ture Bloemkuul (1956) de Émile-Georges De Meyst et Jean-Louis Colmant est inspiré par des Histoires bruxelloises de Virgile dans le journal Pourquoi pas ?[5].
- Livre publié par Pourquoi Pas ? : René Henoumont, Histoires de pipes, 1976, Pourquoi Pas?, 1976 (ISBN 9782873863173)